# عرب أوروبا
عرب أوروبا هم العرب المقيمون في أوروبا مواطنون حصلوا على جنسيات دولة أوربية من اصول عربية وغالبيتهم من شمال أفريقيا وخصوصا من دول المغرب العربي.

## اعدادهم
تقدر اعداد العرب في أوروبا بحوالي 23 مليون عربي ينتشرون بشكل كثيف في فرنسا وإيطاليا وهولندا وبلجيكا وألمانيا والمملكة المتحدة والسويد وإسبانيا واليونان والدنمارك.